# ترینه پالسن
ترینه پالسن (به انگلیسی: Trine Pallesen) (زاده ۱۹ ژوئن ۱۹۶۹) بازیگر دانمارکی است.
از کارهای معروف او می‌توان به بازی در فیلم گوشه‌ای از بهشت، جنایت و واحد سیار اشاره کرد.